# Oslo-Stories: Liebe
Oslo-Stories: Liebe (Originaltitel: Kjærlighet, internationaler Titel: Love) ist ein norwegischer Spielfilm von Dag Johan Haugerud aus dem Jahr 2024. Es handelt sich nach Sehnsucht und Träume um den dritten Teil einer Trilogie des Regisseurs, die sich mit der Komplexität menschlicher Beziehungen, Sexualität und gesellschaftlichen Normen befasst. Im Mittelpunkt der Handlung stehen eine pragmatische Ärztin und ein mitfühlender Krankenpfleger, die Intimität jenseits der Grenzen herkömmlicher Beziehungen suchen. Die Hauptrollen übernahmen Andrea Bræin Hovig und Tayo Cittadella Jacobsen. Das Werk wurde Anfang September 2024 beim Filmfestival von Venedig uraufgeführt.

## Handlung
Marianne und Tor hegen beide keine Vorliebe für konventionelle Beziehungen. Eines Abends nach einem Blind Date trifft die pragmatische Ärztin auf einer Fähre auf den mitfühlenden schwulen Krankenpfleger. Tor ist oft nachts auf dem Schiff unterwegs, um nach ungezwungenen Männerbekanntschaften Ausschau zu halten. Er berichtet Marianne daraufhin mit spontaner Intimität von seinen Erfahrungen. Sie ist fasziniert von dem bedeutungsvollen Gespräch. Interessiert an Tors Perspektive, beginnt Marianne selbst gesellschaftliche Normen in Frage zu stellen. In der Folge erkundet sie, ob Tors Suche nach ungezwungener Intimität auch für sie eine Option sein könnte.

## Veröffentlichung
Die Premiere von Liebe erfolgte am 6. September 2024 beim 81. Filmfestival von Venedig, wo das Werk in den Hauptwettbewerb eingeladen wurde. In Norwegen erlebte Liebe als dritter und letzter Teil der Trilogie seine Erstaufführung am 25. Dezember 2024.
Der reguläre Kinostart in Deutschland und Österreich erfolgte ab 17. April 2025 im Verleih von Alamode Film. Kinostart für den Teil Träume soll drei Wochen später, am 8. Mai 2025 sein. Der Teil Sehnsucht folgt zwei Wochen danach, am 22. Mai 2025.

## Auszeichnungen
Für Liebe erhielt Dag Johan Haugerud eine Einladung in den Wettbewerb um den Goldenen Löwen, den Hauptpreis des Filmfestivals von Venedig. Auch wurde das Werk für den Queer Lion nominiert.